# Ford Bronco Sport
Ford Bronco Sport – samochód osobowy typu SUV klasy kompaktowej produkowany pod amerykańską marką Ford od 2020 roku.

## Historia i opis modelu

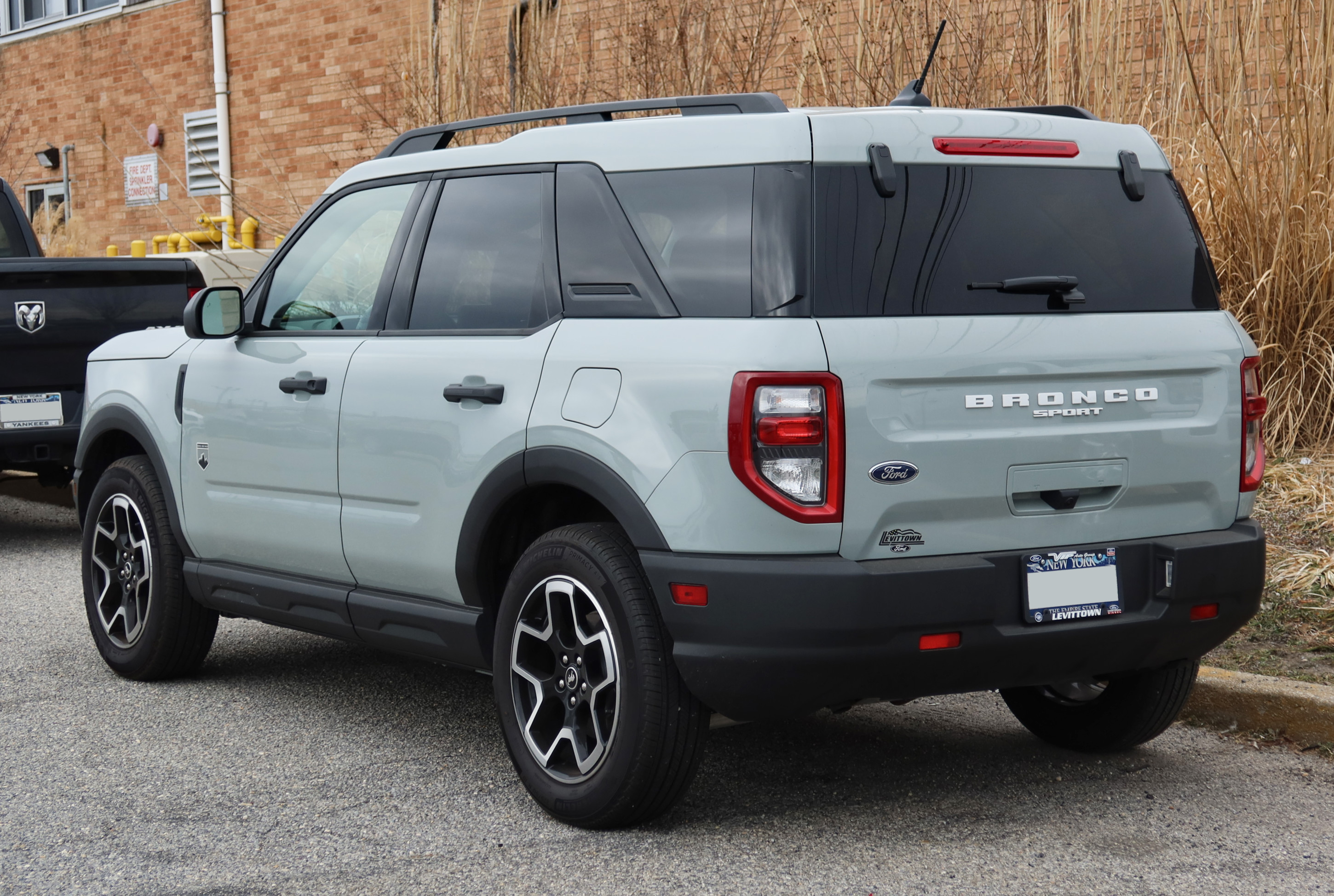
Ford Bronco Sport Big Bend - tył

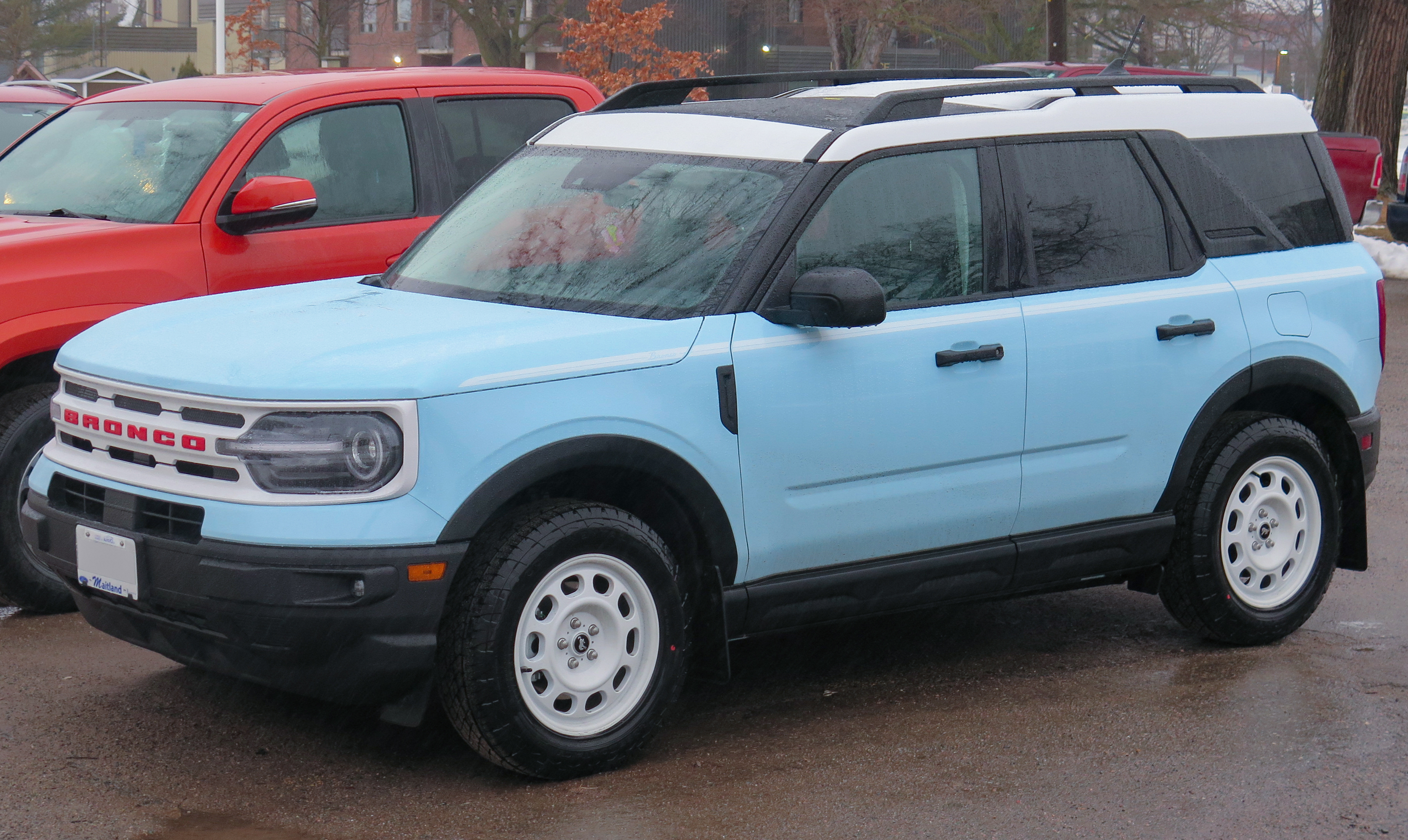
Ford Bronco Sport Heritage

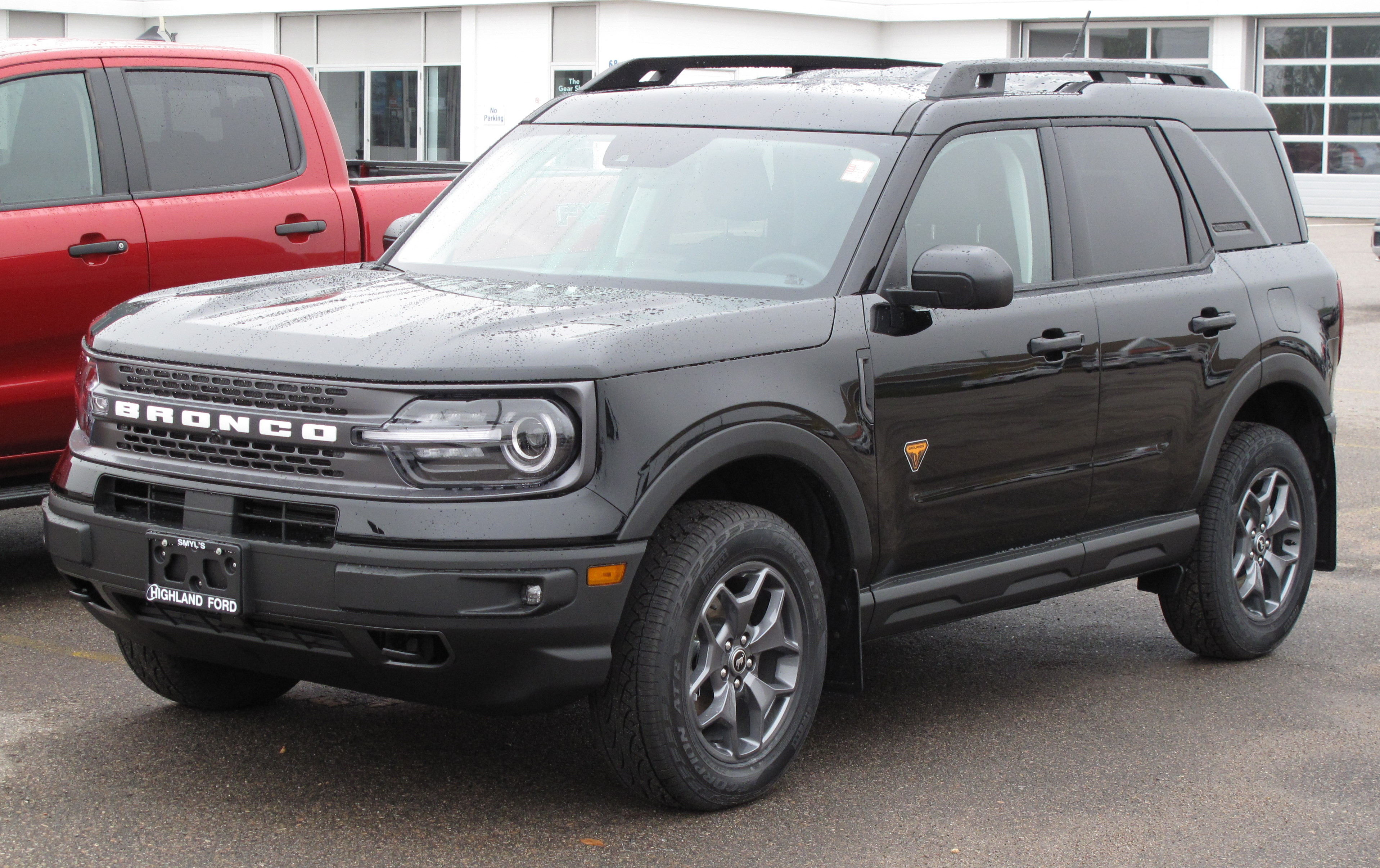
Ford Bronco Sport Badlands

Po tym, jak w styczniu 2017 roku amerykański oddział Forda potwierdził oficjalne plany dotyczące wprowadzenia w 2020 roku nowego terenowego modelu o reaktywowanej nazwie Bronco, jesienią 2018 roku producent podczas zamkniętej prezentacji dla dealerów Forda zapowiedział wprowadzenie do sprzedaży równolegle także mniejszego modelu. Roboczo został on określony przez media motoryzacyjne mianem Baby Bronco, choć średniej wielkości SUV miał być niezależną konstrukcją opartą na technice modeli Focus i Escape.
Wbrew wcześniejszym spekulacjom, na rzecz SUV-a nie użyto wielokrotnie stosowanej w przeszłości nazwy Maverick, lecz obrano nową nazwę Ford Bronco Sport. Pierwotnie nowy model Forda miał zostać zaprezentowany w kwietniu 2020 roku podczas New York Auto Show. Z powodu pandemii koronawirusa COVID-19 wystawa została jednak przełożona na wówczas nieokreślony, późniejszy termin. W kwietniu producent potwierdził dodatkowo, że planowany na lipiec 2020 roku początek produkcji został przełożony na wrzesień, co również wynikało z wpływu pandemii koronawirusa na amerykańską gospodarkę. Ostatecznie, światowa premiera Forda Bronco Sport odbyła się równolegle z większym, topowym modelem Bronco, 13 lipca 2020.
Podczas zamkniętej prezentacji nowego SUV-a Forda dla dealerów marki w Stanach Zjednoczonych, przedstawiono fotografie nowego samochodu, które przypadkowo trafiły do internetu. Ukazały one kluczowe cechy wyglądu - reflektory z wykonane w technologii LED, brak logo na atrapie chłodnicy na rzecz dużego napisu z nazwą producenta oraz kanciaste proporcje. Po prezentacji ukazały się także inne, kluczowe cechy wyglądu Forda Bronco Sport - trójkątny, strzelisty słupek C, dwukolorowe malowanie nadwozia w zależności od wersjie wyposażeniowej, a także duży napis z nazwą modelu na klapie bagażnika. Z kolei kokpit wykonano we wzornictwie nawiązującym do innych nowych modeli Forda, z wysoko zabudowaną deską rozdzielczą, cyfrowymi wskaźnikami i dużym ekranem dotykowym w centralnym punkcie o przekątnej 8 cali. Pozwala on sterować m.in. systemem multimedialnym Forda.

### Lifting
W sierpniu 2024 Ford Bronco Sport przeszedł restylizację, która skoncentrowała się na zmianach w systemach bezpieczeństwa, wprowadzeniu nowego terenowego pakietu stylistycznego Sasquatch z rozbudowanym zestawem tematycznych akcesoriów, a także obszernych modyfikacjach wewnątrz. Producent zastosował nowy projekt deski rozdzielczej, z 12,3-calowym ekranem cyfrowych zegarów oraz znacznie większym, 13,2-calowym ekranem systemu multimedialnego zintegrowanego z panelem klimatyzacji.

### Sprzedaż
Ford Bronco Sport został zbudowany z myślą zarówno regionie Ameryki Północnej, jak i rynkach latynoamerykańskich. Najpierw sprzedaż rozpoczęła się w rodzimych Stanach Zjednoczonych oraz sąsiedniej Kanadzie i Meksyku z końcem 2020 roku. W pierszej połowie 2021 roku zasięg rynkowo poszerzono także o kraje Ameryki Południowej, na czele z Brazylią, Urugwajem czy Argentyną.

### Silniki
- R3 1.5l EcoBoost 181 KM
- R4 2.0l EcoBoost 245 KM